# Руффи, Эжен
Эже́ н Ру́ ффи (фр. Eugène Ruffy; 2 августа 1854, Лютри, кантон Во, Швейцария — 25 октября 1919, Берн, Швейцария) — швейцарский политический деятель, президент Швейцарии.

## Биография
Руффи изучал право в Лозанне, затем продолжил образование в Лейпциге, Гейдельберге и Париже. Он был членом лево-либерального студенческого объединения «Гельвеция» и это сформировало его политические убеждения. В 1877 году он получил диплом лиценциата и устроился стажёром в фирму Луи Рюшонне. Через три года получил патент адвоката.
Политическую карьеру начал в 1882 году, когда он был избран в Национальный совет на место Рюшонне, который перешёл в Федеральный совет. В том же году Руффи стал членом Большого совета кантона Во. В кантональном парламенте он стал одним из лидеров радикально-демократической фракции и в 1885 году был избран в Кантональный совет (правительство), где руководил департаментом образования и религии. Главным событием во время его пребывания в этой должности, стало основание Лозаннского университета на месте академии, где он учился.
В 1893 году, после смерти Луи Рюшонне, он был избран на его место в Федеральном совете.
- 1 января — 31 декабря 1887 — президент Кантонального совета Во.
- 4 июня 1888 — 3 июня 1889 — президент Национального совета парламента Швейцарии.
- 14 декабря 1893 — 31 октября 1899 — член Федерального совета Швейцарии.
- 1 января 1894—1895 — начальник департамента юстиции и полиции.
- июль 1895 — 31 декабря 1897 — начальник департамента внутренних дел.
- 1 января — 31 декабря 1897 — вице-президент Швейцарии.
- 1 января — 31 декабря 1898 — президент Швейцарии, начальник политического департамента.
- 1 января — 31 декабря 1899 — начальник военного департамента.

После отставки избран директором Всемирного почтового союза и занимал эту должность до своей смерти.